# Qualificatórias para a Liga dos Campeões da Europa de Voleibol Feminino de 2022–23
Este artigo mostra a fase de qualificação para a Liga dos Campeões da Europa de 2022–23. Ao total, 8 equipes jogaram na fase de qualificação, que ocorreu de 18 de outubro a 23 de novembro de 2022. As três melhores equipes se juntaram às outras 17 equipes classificadas para a fase principal da Liga dos Campeões da Europa de 2022–23. Todas as 6 equipes eliminadas garantiram vagas nas quartas de final na Taça CEV de 2022–23.

## Equipes participantes
O sorteio ocorreu no dia 28 de junho de 2022, na cidade de Luxemburgo. Ao total, 8 equipes provenientes de 8 países, conforme ranking das Copas Europeias, disputaram a fase de qualificação.
| Ranking | País                 | Equipe                    |
| ------- | -------------------- | ------------------------- |
| 11      | Hungria              | Vasas SC                  |
| 12      | Finlândia            | Pölkky Kuusamo            |
| 13      | Eslovênia            | Calcit Kamik              |
| 15      | Bósnia e Herzegovina | ŽOK Bimal-Jedinstvo Brčko |
| 18      | Croácia              | HAOK Mladost Zagreb       |
| 19      | Sérvia               | Estrela Vermelha          |
| 26      | Bélgica              | VDK Gent Dames            |
| 30      | Espanha              | Sanaya Libby's La Laguna  |

## Primeira rodada
- Todas as partidas em horário local.

| Equipe 1                 | Total          | Equipe 2                  | 1.º jogo | 2.º jogo |
| ------------------------ | -------------- | ------------------------- | -------- | -------- |
| Estrela Vermelha         | 6–0            | Pölkky Kuusamo            | 3–0      | 3–0      |
| Sanaya Libby's La Laguna | 6–0            | ŽOK Bimal-Jedinstvo Brčko | 3–0      | 3–0      |
| HAOK Mladost Zagreb      | 3–3 (10–15 gs) | Calcit Kamik              | 3–0      | 0–3      |
| VDK Gent Dames           | 0–6            | Vasas SC                  | 0–3      | 0–3      |

### 1º jogo
| Data       | Hora  |                          | Placar |                           | Set 1 | Set 2 | Set 3 | Set 4 | Set 5 | Total | Relatório |
| ---------- | ----- | ------------------------ | ------ | ------------------------- | ----- | ----- | ----- | ----- | ----- | ----- | --------- |
| 18/10/2022 | 20:00 | Estrela Vermelha         | 3–0    | Pölkky Kuusamo            | 25–11 | 25–19 | 25–12 |       |       | 75–42 | Relatório |
| 18/10/2022 | 20:00 | Sanaya Libby's La Laguna | 3–0    | ŽOK Bimal-Jedinstvo Brčko | 25–17 | 25–10 | 25–11 |       |       | 75–38 | Relatório |
| 19/10/2022 | 18:00 | HAOK Mladost Zagreb      | 3–0    | Calcit Kamik              | 25–13 | 25–17 | 25–20 |       |       | 75–50 | Relatório |
| 19/10/2022 | 20:30 | VDK Gent Dames           | 0–3    | Vasas SC                  | 14–25 | 12–25 | 17–25 |       |       | 43–75 | Relatório |

### 2º jogo
| Data       | Hora  |                           | Placar |                          | Set 1 | Set 2 | Set 3 | Set 4 | Set 5 | Total | Relatório |
| ---------- | ----- | ------------------------- | ------ | ------------------------ | ----- | ----- | ----- | ----- | ----- | ----- | --------- |
| 25/10/2022 | 16:00 | ŽOK Bimal-Jedinstvo Brčko | 0–3    | Sanaya Libby's La Laguna | 17–25 | 22–25 | 16–25 |       |       | 55–75 | Relatório |
| 25/10/2022 | 18:10 | Pölkky Kuusamo            | 0–3    | Estrela Vermelha         | 16–25 | 18–25 | 13–25 |       |       | 47–75 | Relatório |
| 26/10/2022 | 18:00 | Vasas SC                  | 3–0    | VDK Gent Dames           | 25–10 | 25–22 | 25–18 |       |       | 75–50 | Relatório |
| 26/10/2022 | 20:00 | Calcit Kamik              | 3–0    | HAOK Mladost Zagreb      | 25–23 | 25–19 | 25–22 |       |       | 75–64 | Relatório |
| Golden set | --->  | Calcit Kamik              | 1–0    | HAOK Mladost Zagreb      | 15–10 |       |       |       |       | 15–10 | Relatório |

## Segunda rodada
- Todas as partidas em horário local.

| Equipe 1                 | Total | Equipe 2     | 1.º jogo | 2.º jogo |
| ------------------------ | ----- | ------------ | -------- | -------- |
| Estrela Vermelha         | 6–0   | Calcit Kamik | 3–1      | 3–1      |
| Sanaya Libby's La Laguna | 0–6   | Vasas SC     | 0–3      | 0–3      |

### 1º jogo
| Data       | Hora  |                          | Placar |                  | Set 1 | Set 2 | Set 3 | Set 4 | Set 5 | Total | Relatório |
| ---------- | ----- | ------------------------ | ------ | ---------------- | ----- | ----- | ----- | ----- | ----- | ----- | --------- |
| 01/11/2022 | 18:00 | Sanaya Libby's La Laguna | 0–3    | Vasas SC         | 19–25 | 13–25 | 24–26 |       |       | 56–76 | Relatório |
| 03/11/2022 | 20:30 | Calcit Kamik             | 1–3    | Estrela Vermelha | 21–25 | 19–25 | 25–13 | 24–26 |       | 89–89 | Relatório |

### 2º jogo
| Data       | Hora  |                  | Placar |                          | Set 1 | Set 2 | Set 3 | Set 4 | Set 5 | Total | Relatório |
| ---------- | ----- | ---------------- | ------ | ------------------------ | ----- | ----- | ----- | ----- | ----- | ----- | --------- |
| 08/11/2022 | 20:00 | Estrela Vermelha | 3–1    | Calcit Kamik             | 25–15 | 22–25 | 25–14 | 25–21 |       | 97–75 | Relatório |
| 09/11/2022 | 18:00 | Vasas SC         | 3–0    | Sanaya Libby's La Laguna | 25–23 | 25–19 | 25–21 |       |       | 75–63 | Relatório |

## Terceira rodada
- Todas as partidas em horário local.

| Equipe 1                 | Total | Equipe 2     | 1.º jogo | 2.º jogo |
| ------------------------ | ----- | ------------ | -------- | -------- |
| Sanaya Libby's La Laguna | 5–1   | Calcit Kamik | 3–2      | 3–1      |

### 1º jogo
| Data       | Hora  |              | Placar |                          | Set 1 | Set 2 | Set 3 | Set 4 | Set 5 | Total  | Relatório |
| ---------- | ----- | ------------ | ------ | ------------------------ | ----- | ----- | ----- | ----- | ----- | ------ | --------- |
| 15/11/2022 | 20:00 | Calcit Kamik | 2–3    | Sanaya Libby's La Laguna | 25–16 | 25–21 | 17–25 | 20–25 | 12–25 | 99–112 | Relatório |

### 2º jogo
| Data       | Hora  |                          | Placar |              | Set 1 | Set 2 | Set 3 | Set 4 | Set 5 | Total | Relatório |
| ---------- | ----- | ------------------------ | ------ | ------------ | ----- | ----- | ----- | ----- | ----- | ----- | --------- |
| 23/11/2022 | 20:00 | Sanaya Libby's La Laguna | 3–1    | Calcit Kamik | 25–16 | 17–25 | 25–19 | 25–19 |       | 92–79 | Relatório |